# Pseudhaloptilus pacificus
Pseudhaloptilus pacificus is een eenoogkreeftjessoort uit de familie van de Augaptilidae. De wetenschappelijke naam van de soort is voor het eerst geldig gepubliceerd in 1936 door Johnson, M.W..